# Gunung Leesuak
Gunung Leesuak är ett berg i Indonesien.   Det ligger i provinsen Aceh, i den västra delen av landet, 1 700 km nordväst om huvudstaden Jakarta. Toppen på Gunung Leesuak är 1 435 meter över havet, eller 98 meter över den omgivande terrängen. Bredden vid basen är 0,75 km.
Terrängen runt Gunung Leesuak är huvudsakligen kuperad, men österut är den bergig.Runt Gunung Leesuak är det glesbefolkat, med 17 invånare per kvadratkilometer. I omgivningarna runt Gunung Leesuak växer i huvudsak städsegrön lövskog.